# Eutychius (Exarch)
Eutychius war ein oströmischer Patricius und Kammerdiener, vor allem aber der letzte Exarch von Ravenna. Der Liber Pontificalis bezeichnet Eutychius, der dieses Amt zwischen 727 und 751 führte, als patricius eunuchus, was zum Amt eines Cubicularius passen würde. Seine erste Aufgabe sollte es sein, den Papst, der sich gegen die bilderfeindliche Politik des byzantinischen Kaisers zur Wehr setzte, zu stürzen. Doch gelang bereits 728 ein Ausgleich. Als den Langobarden gegen Ende der 730er Jahre die Eroberung Ravennas, oder zumindest von Classe gelang, dem wenig südlicher gelegenen Kriegshafen, floh Eutychius in die Lagune von Venedig. Dort erhielt er Unterstützung, so dass 739 oder 740 sein Amtssitz Ravenna mit Hilfe einer venezianischen Flotte zurückerobert werden konnte. Damit traten die Städte, aus denen später die Republik Venedig hervorging, erstmals als Seemacht auf, was eine ungewöhnlich intensive Auseinandersetzung mit dem Ereignis in der Geschichtsschreibung Venedigs zur Folge hatte. 743 fielen die Langobarden erneut in das Gebiet Ravennas ein, doch ließ sich ihr König Liutprand von dem Unternehmen abbringen. Erst sein Nachfolger eroberte 751 Ravenna, Venedig griff diesmal nicht ein. Über den Exarchen ist ab 743 nichts bekannt.

## Amtsführung als Exarch von Ravenna
Eutychius war der letzte Exarch von Ravenna, ein Amt, das er zwischen 727 und 751 ausfüllte. Mit seinem Amtsantritt geriet er in eine Reihe sich überlagernder Konflikte. 
Er wurde nach der Ermordung seines Vorgängers Paulus nach Italien geschickt, der in Konflikt mit dem Papst gelegen hatte. Eutychius landete in Neapel und verbündete sich zunächst mit dem langobardischen König Liutprand gegen Papst Gregor II., ohne diesen jedoch stürzen zu können. Im Gegenteil wurde er vom Papst mit dem Kirchenbann belegt. Im Jahr 728 söhnten sich Exarch und Papst aus, angeblich auf Vermittlung Liutprands. Der Papst unterstützte sogar die Niederwerfung des von Tiberios Petasius angezettelten Aufstands in der Toskana durch Eutychius.

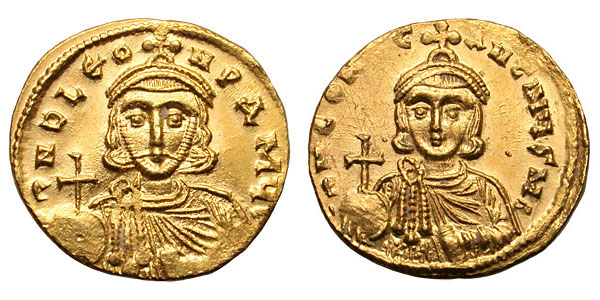
Solidus mit dem Bildnis von Leo III. (717–741) und seinem Sohn Konstantin V. (741–775), beide mit Krone, Reichsapfel und Akakia, eine zylindrische Seidenrolle, gefüllt mit Staub, als Symbol für die sterbliche Natur des Menschen (wohl um 737 bis 741)

In Italien waren in diesen Kämpfen die Auswirkungen des byzantinischen Bilderstreits spürbar, der womöglich durch einen Erlass Kaiser Leos III. ausgelöst worden war. Die italienischen Gebiete setzten sich gegen die vom Kaiser in Konstantinopel bereits begonnene Zerstörung der Bilder zur Wehr, aber wohl auch gegen seine Steuererhebungen. Ein Brief Papst Gregors II. aus der Zeit um 730 weist auf die Vertreibung der kaiserlichen Magistrate hin, ebenso wie auf die Einsetzung eigener.
Zum Bilderstreit lieferte Paulus Diaconus in seiner Historia Langobardorum die epischen Bilder, die in den späteren Schilderungen immer wieder auftauchten, etwa, wenn er von Kaiser Leo III. berichtet, wie er alle Bewohner der Reichshauptstadt zwang, sämtliche Bilder des Erlösers, seiner Mutter und aller Heiligen mitten in der Stadt im Feuer zu verbrennen (VI, 49). In dieser Zeit theologischer Auseinandersetzungen, die womöglich die gesamte Gesellschaft erfassten, erschienen zudem Kaperflotten der als Sarazenen bezeichneten muslimischen Eroberer auch in der mittleren und oberen Adria, ebenso wie ihre Truppen auf der iberischen Halbinsel und in Aquitanien, die das Frankenreich bedrohten.
Zudem begann eine neue Phase der langobardischen Expansion in Festlandsitalien unter König Liutprand (712–744), dessen Absicht es war, die kaiserlichen Gebiete einschließlich Rom und Ravenna zu erobern. Liutprand verbündete sich im Jahr 725 mit dem fränkischen Hausmeier Karl Martell, den er in Bayern und gegen die von der iberischen Halbinsel nordwärts vordringenden muslimischen Araber und Berber unterstützte. Im Jahre 738 fielen diese als Sarazenen bezeichneten Eroberer in die Provence ein. Karl Martell war zu dieser Zeit auf einem Feldzug in Sachsen. Für ihn rückte nun der Langobardenkönig Liutprand mit einem Heer an, dem die Invasoren kampflos auswichen. Dieses über lange Zeit stabile Bündnis zwischen Karl und Liutprand verhinderte eine Unterstützung des Papstes durch die Franken, denn dieser lag im Streit mit Liutprand. 737 adoptierte Liutprand sogar Karls Sohn Pippin. 

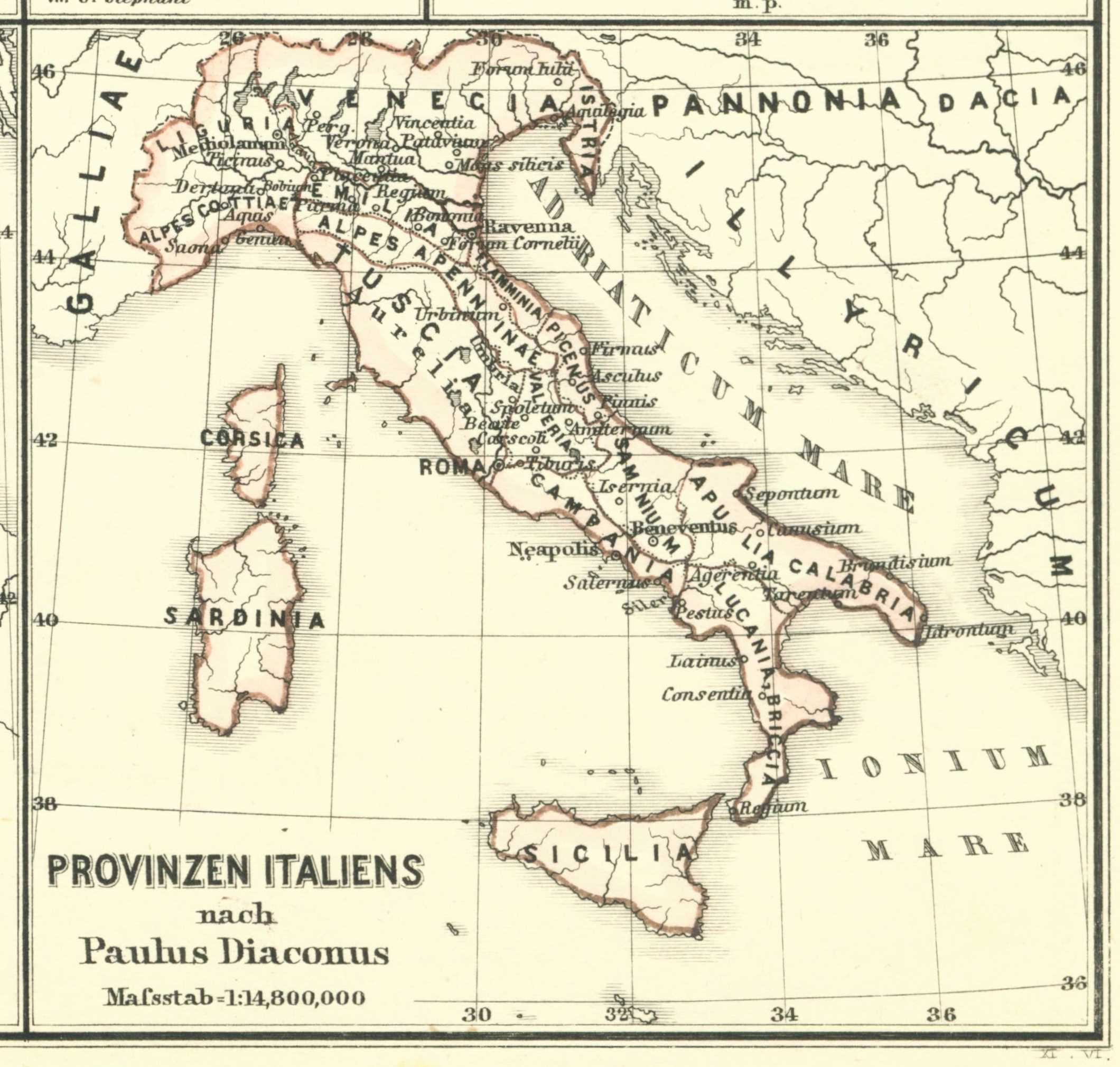
Provinzen Italiens nach Paulus Diaconus, Karte von 1880

Bereits 728, ein Jahr nach seinem Regierungsantritt, soll der Langobardenkönig in byzantinisches Gebiet um Ravenna eingefallen sein. Später eroberte er die Stadt und vertrieb den dort residierenden Exarchen. Heute werden die Jahre 737 bis 740 als Zeitraum der langobardischen Besetzung Ravennas bevorzugt. Eutychius floh jedenfalls vor den Eroberern in die venezianische Lagune, wohin auch der Erzbischof Johannes V. floh, wie der Verfasser des Liber pontificalis ecclesiae Ravennatis berichtet. Dieser berichtet auch, dass Ravenna durch Verrat gefallen sei (XXXIX).
Zu einem nicht genannten Zeitpunkt schickten die Venezianer auf Ersuchen des Papstes ihre Kriegsflotte unter Führung des Dogen Ursus, vertrieben die Langobarden aus Ravenna, wobei der Sohn des Königs in ihre Hände fiel, und ermöglichten es so dem Exarchen, wieder in sein Amt zurückzukehren. Ob die Schenkung von sechs Onyxsäulen durch den Exarchen an den Papst hiermit in Zusammenhang steht, lässt sich nicht mehr entscheiden.
Dieser Kampf um Ravenna, bei dem die Venezianer zum ersten Mal in ihrer Geschichte größere militärische und politische Bedeutung erlangten, führte in der sehr viel später greifbaren venezianischen Geschichtsschreibung, die einer ausgeprägten Staatsdoktrin unterworfen war, zu umfassenden Umdeutungen, deren Dreh- und Angelpunkt die zeitliche Einordnung des Ereignisses wurde (s. Abschnitt Rezeption). Akzeptiert man das Datum der Eroberung Ravennas im Jahr 737, so geschah dies zu einem Zeitpunkt, als in der Lagune von Venedig ein Bürgerkrieg herrschte, dem der Doge zum Opfer fiel (den der langobardische Chronist Paulus Diaconus gar nicht nennt), und 740 herrschte dort gar kein Doge, sondern ein Magister militum.
Über die Zeit nach der Wiedereinsetzung in sein Amt ist über Eutychius wenig bekannt. Im Jahr 743 wurde ein weiterer Einfall der Langobarden durch die Intervention Papst Zacharias’ II. abgewendet, der Liutprand von einer Eroberung Ravennas abbringen konnte. Ob Eutychius zu dieser Zeit noch Exarch war, ist nicht sicher, jedoch legt das Chronicon Salernitanum 4,13–15 nahe, dass er bis zur langobardischen Eroberung im Amt geblieben ist. Diese Eroberung fand im Jahr 751 statt, allerdings erst unter König Liutprands Nachfolger Aistulf (744–757).

## Rezeption und Einbettung in die Historiographie
Für Venedigs Geschichtsschreiber stellte die Rückeroberung Ravennas ein derart bedeutendes Ereignis dar – schließlich war dies der erste militärische Schlag der venezianischen Flotte und zugleich insofern wegweisend, als dieser auf der Seite Konstantinopels erfolgte –, dass ihre Einordnung von größter Bedeutung war. Den venezianischen Traditionsbestand verdrängte weitgehend die Chronik des Dogen Andrea Dandolo aus dem 14. Jahrhundert, die wie durch einen Flaschenhals die Legenden- und Mythenbildungen aus der frühen Zeit Venedigs nicht nur bündelte, sondern auch zum Grundstock venezianischer Mythenentfaltung dauerhaft hinzufügte. Darin entfaltete sich eine von der Staatsspitze gesteuerte Geschichtsschreibung, an der bis zum Ende der Republik festgehalten wurde. Folgerichtig verschwanden die meisten Werke der Zeit vor Andrea Dandolo, wie bereits der Doge und Historiker Marco Foscarini 1732 feststellte. Dabei galt der Bilderstreit bei vielen Autoren durchgängig als oberste Handlungsrichtlinie der Päpste wie aller „Italiener“, der angeblich alles politische Denken untergeordnet wurde. Um dies zu belegen, musste allerdings die Abfolge der Ereignisse, mithin die gesamte Chronologie, insbesondere der Kämpfe um Ravenna angepasst werden.

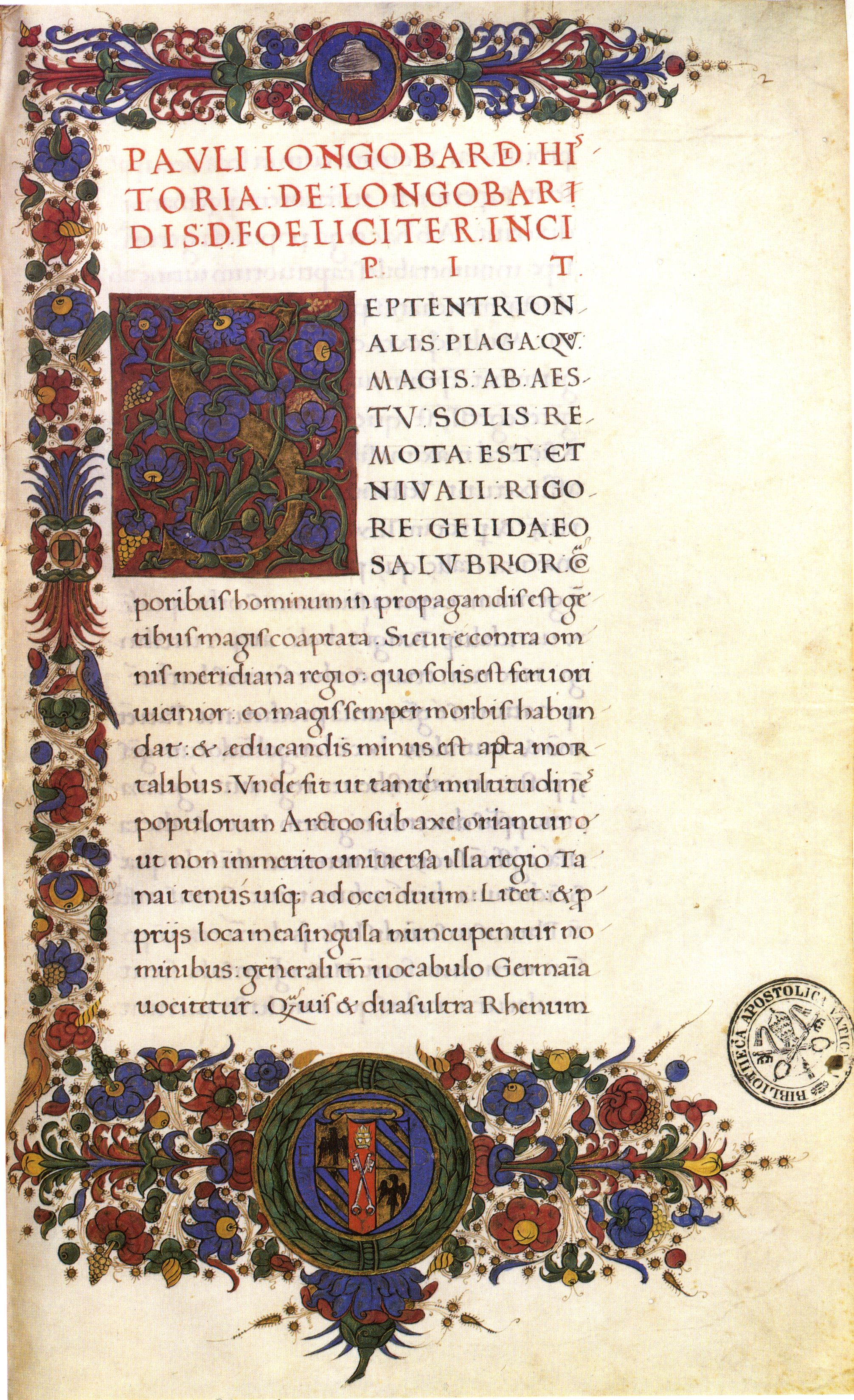
Anfang einer humanistischen Handschrift der Historia Langobardorum des Paulus Diaconus aus dem 15. Jahrhundert, Biblioteca Apostolica Vaticana, Urbinas Lat. 984, fol. 2r

Paulus Diaconus beschreibt, rund zwei Jahrhunderte vor Einsetzen der venezianischen Geschichtsschreibung in seiner Langobardengeschichte (VI, 54), nachdem er vom erfolgreichen Bündnis Liutprands mit Karl Martell (739) berichtet, wie der regis nepus, der Neffe des Langobardenkönigs, die demütigende Vertreibung aus dem gerade erst eroberten Ravenna hinnehmen musste, bei der er auch noch in venezianische Gefangenschaft geriet. Dieser Bericht erschien um 1000 bei Johannes Diaconus, der offenbar Einblick in einen Brief Papst Gregors III. an Antoninus, den Patriarchen von Grado genommen hatte. In diesem Brief hatte der Papst um Hilfe bei der Rückgewinnung von Ravenna für die Kaiser Leo und Constantin ersucht. Johannes gab den Wortlaut des Briefes wieder, allerdings ohne Datum und Ort, platzierte ihn jedenfalls in die Tage des Magister militum Julianus Hypathus, was nach traditioneller Chronologie der Zeit um 740 entsprach. Einen sehr ähnlichen Bericht lieferte Mitte des 14. Jahrhunderts der besagte Doge Andrea Dandolo, der sich wiederum auf Paulus Diaconus beruft, denn Mut und Glaube der Venezianer seien durch „testimonio Pauli gestorum Langobardorum ystoriographi“ belegt. Doch war der Adressat des von Dandolo zitierten päpstlichen Briefes in seiner Fassung nun der Dux Ursus, was den Brief in die Zeit zwischen etwa 727 und 736 platzierte. Damit verlegte er den Kampf um Ravenna nicht nur um mehr als ein Jahrzehnt vor, sondern er verwechselte dabei auch Papst Gregor III. (731–741) mit Gregor II. (715–731), womit die Kämpfe in die Zeit zwischen 727 und Anfang 731 fielen. Dies ist das bis ins 21. Jahrhundert meist genannte Datum für die Kampfhandlungen.
Die älteste volkssprachliche Chronik, die ebenfalls aus dem 14. Jahrhundert stammende Cronica di Venexia detta di Enrico Dandolo, stellt die offensichtlich auch für die Historiker nicht (mehr) verständlichen Vorgänge auf einer weitgehend persönlichen Ebene dar. Zugleich verfolgt diese Chronik noch einen weitgehend von Andrea Dandolo unabhängigen Erzählstrang. Ursus, der Doge, sei nämlich geehrt worden von der „imperial maestade … molto honorado passando per le soe contrade“. Gemeint ist der byzantinische Kaiser, der durch die Lagunenstädte gereist sei und den Dogen mit hohen Ehren gewürdigt habe. Er habe Ursus bei dieser Gelegenheit sogar „constituido signor gieneral de tuta la soa provincia“ (S. 15). Damit nimmt der Chronist an, es habe einen förmlichen Einsetzungsakt durch den Kaiser in dessen Anwesenheit gegeben, der sich zudem auf die byzantinische ‚Provinz‘ bezogen habe. Als es nach dem Sturz des Dogen zu vollkommenem Frieden kam („reducti ad perfecta paxe“) bestimmten die Lagunenstädte einen jährlich wechselnden Magister zum Herrscher („se deliberono far un rector et cavo tra loro, el qual si dovesse mudar ogni anno“). Bei dieser Reihenfolge der Ereignisse sollte es mehr als ein halbes Jahrtausend lang bleiben, allerdings verschwindet die angebliche Reise des Kaisers in die Lagune und die Einsetzung des Dogen als „signor general“ der gesamten byzantinischen ‚Provinz‘ wieder aus der Historiographie.
Eine schlichte Fassung hatte sich um 1500 durchgesetzt, die allerdings später ausgeschmückt wurde. Pietro Marcello meinte 1502 in seinem später ins Volgare unter dem Titel Vite de'prencipi di Vinegia übersetzten Werk, unter Ursus sei Ravenna von den Langobarden besetzt worden, so dass sich dessen Exarch an die Venezianer um Hilfe gewandt habe. Auch der Papst habe sie aufgefordert, die Waffen zu erheben und dem Exarchen gegen die „insolentissimi Barbari“ zu helfen. ‚Um dem Papst Gehorsam zu erweisen‘ („per ubidire al Papa“) schickten diese eine große Flotte nach Ravenna, das sie sofort erobert und sogleich an den Exarchen zurückgegeben hätten.
Der Frankfurter Jurist Heinrich Kellner, der sich in seiner 1574 erschienenen Chronica das ist Warhaffte eigentliche vnd kurtze Beschreibung, aller Hertzogen zu Venedig Leben stark auf Marcello bezieht, zugleich aber die venezianische Geschichte im deutschen Sprachraum stärker bekannt machte, missversteht offenbar das Wort „Esarco“ und glaubt, der Exarch sei ein Eigenname. Dieser „Esarcus“ habe in Venedig um Hilfe ersucht, das sich bereit erklärte, Ravenna zurückzuerobern. Dies taten die Venezianer, weil der Papst „sie vermahnet“ gegen die „ubermühtigen Barbaros“ Krieg zu führen.
Nach der knappen Chronik des Gian Giacomo Caroldo, die er 1532 abschloss, wurde „Orso“ in den Kampf um Ravenna verstrickt, weil der Langobardenkönig Liutprand Ravenna hatte belagern lassen, wobei „Capitano di quella impresa era Ildebrando nepote della Maestà Sua“. Der Sohn des Langobardenkönigs war also Befehlshaber bei diesem Unternehmen. Zusammen mit „Peredeo Duca Vicentino“ zerstörte er die Armee Ravennas und am Ende sei die Stadt unter die Herrschaft der Langobarden gekommen („venne sotto il dominio de Longobardi“). Der Exarch ging, um der Wut der Barbaren zu entfliehen („per fuggir il furor de Barbari“), nach „Venetia“, ‚wie in einen sicheren Rettungshafen‘. Papst Gregor verfasste ein „breve“ an „Orso Duce“, wie sich der Autor sicher ist. Sinngemäß schrieb er: Bischof Gregor, Diener der Diener Gottes, an seinen geliebten Sohn Orso Duca de Venetia. Weil die Stadt Ravenna, die das Haupt aller anderen war, von den unwürdigen Langobarden eingenommen wurde, und unser hervorragender Sohn, der Herr Exarch, sich (wie wir erfahren haben) bei euch aufhält, so sollte eure „Nobiltà“ mit diesem gemeinsam die Stadt wieder unter die Herrschaft der Herren und Unserer Söhne Leo und Konstantin zurückbringen. Mit religiösem Eifer bereitete der Doge eine Flotte mit starken Kräften vor und griff Ravenna an. Dabei wurde „Ildebrando“ gefangen genommen, während „Peredeo“ ums Leben kam. Der Exarch wurde wieder in sein Amt eingesetzt. Die „virtuose operationi“ des „Duce Veneto“ zu Ehren des katholischen Glaubens wurden durch die Zeugenschaft des „Paulo historico Longobardo“ gefeiert, wie Caroldo ebenfalls ausdrücklich anmerkt. Im Gegensatz zu Marcello betont also Caroldo überaus stark den Kampf um Ravenna und die Haltung der Venezianer dazu, während er den internen Kämpfen, die nach Marcello zum üblen Tod des Dogen geführt hatten, kaum eine Zeile widmet.
Bernardo Giustiniani, der in seiner 1545 gedruckten Historia die Rede des vor den Langobarden aus Ravenna geflohenen Exarchen vor der Volksversammlung in Venedig wiedergibt (S. CXLI – CXLIIII), schließt mit den Worten: „Tutto il consiglio fu del parere del Doge Orso“, die Volksversammlung war also einhellig der Meinung des Dogen. Auch weiß er die genaue Stärke der Flotte zu berichten. Demnach fuhren 80 Schiffe, davon 20 große, Richtung Ravenna, wobei man vortäuschte, den Kaiser gegen die Sarazenen zu unterstützen (S. CXLIIII). Die Masten der großen Schiffe waren, folgt man dem Verfasser, so hoch, dass die Belagerer die Stadtmauern überwinden konnten. Giustiniani bezieht sich bei dieser Schilderung gleichfalls explizit auf die Historia des Langobarden „Paolo Diacono“ (CXLV). Doch konstruiert er einen gänzlich anderen Zusammenhang, indem er zeitlich relativ weit auseinander liegende Ereignisse zusammenzieht. Kaiser Leo, „huomo di nessuna virtu, ma ben di notabile perfidia, & avaritia“ (‚Mann ohne jede Tugend, aber von bemerkenswerter Durchtriebenheit und Gier‘), bemühte sich dem Verfasser zufolge weiterhin, wie Giustiniani schreibt, das Imperium zu ruinieren. Denn nach der zweijährigen Belagerung von Konstantinopel durch die Sarazenen (717–718), bei der laut Giustiniani zwei mal 300.000 Menschen zu Tode kamen, plünderte der Kaiser die Kirchen. Als sich der Papst gegen die Bilderzerstörung sträubte, versuchte der Kaiser ihn ermorden zu lassen. In Ravenna, wo sich Orso noch mit der Flotte aufhielt, die die Stadt erobert hatte, kam es nun gleichfalls zu Tumulten. In Orsos Lager zeigten sich nach Giustiniani Ansichten, wie etwa die, der Kaiser sei „peggiore di tutti i barbari, & di Macometto anchora“, der Kaiser sei also schlimmer als die Barbaren, womit wohl die Langobarden gemeint waren, und sogar schlimmer als der Prophet Mohammed. Die Christen bräuchten also einen neuen Kaiser, manche dachten an Karl Martell, den Frankenkönig (CXLVI f.). Doch der Papst zog es vor, mit Briefen an alle Potentaten für seine Sache zu werben. Die Venezianer brachten die Reliquien der Märtyrer des Bildersturms in ihre Kirchen, wie den Hl. Theodor nach San Giorgio Maggiore (dieser avancierte zum Stadtpatron Venedigs). Eine Bischofsversammlung exkommunizierte den Kaiser. Giustinianis Wertungen sind, vor allem was den Bilderstreit und Leos Rolle dabei betrifft, lange aufrechterhalten worden, gelten allerdings heute als widerlegt. Zu sehr kaprizierten sich die Bilderverehrer, deren Quellen überliefert sind, auf die Person des Kaisers; zugleich übertrieben sie die Radikalität der Zerstörung.
Wie unsicher die Chronologie war, und in welch starkem Kontrast diese zu den wuchernden Details stand, die einige Historiker lieferten, zeigen die Versuche, die Regierungszeit des Dogen Ursus zeitlich einzuordnen. Marco Guazzo gibt 1553 in seiner Cronica an, „Orso Ipato terzo doge di Venezia“ sei im Jahr 721 zum Dogen gemacht worden. Danach sei er neun Jahre im Amt gewesen, also bis 730. Danach sei Venedig sechs Jahre lang ohne Dogen gewesen „reggendosi per altri magistrati,& uffici“. Die Lagune habe sich also selbst durch andere Magistrate und Ämter regiert, womit wohl die jeweils ein Jahr herrschenden Magistri militum gemeint waren. Francesco Sansovino schreibt hingegen 1580 in seiner Cronologia del mondo unter dem Jahr 726 (damit den Beginn seiner Herrschaft einordnend): „O r s o Ipato, cioè Cōsolo imperiale“ „è morto dal popolo“, ‚Orso Ipato, also kaiserlicher Konsul‘, sei also durch das Volk ums Leben gekommen. Nach fünf Jahren erst sei man zum Dogat zurückgekehrt, indem man seinen Sohn Deodato zum Dogen gemacht habe. Michele Zappullo setzt im Jahr 1609 in seinem Sommario istorico das Wahljahr hingegen auf 724 fest, das Todesjahr auf 729. 1630 nennt der Wahlmodus wiederum das Jahr 726 für Orso als Wahljahr, dazu eine Herrschaftsdauer von elf Jahren und fünf Monaten, also bis etwa 737.
In Alessandro Maria Vianolis Historia Veneta von 1680 (Band 1), die sechs Jahre später auf Deutsch erschien, zog „Herzog“ Ursus seine Wähler zu „allerhand harter Arbeit“ heran. Nachdem „der Lombarder König“ Ravenna eingenommen hatte, und „Esarcus, der damalen dieselbe/im Namen des Kaisers / regieret / nacher Venedig geflohen / den Hertzog um Hülff angeruffen/ auch indessen ein Bitt- und klägliches Schreiben an ihn vom Bapst Gregorio II. angelanget“, um Ravenna zurückzuerobern. Obwohl er mit Liutprand in einem Bündnis gestanden habe, gehorchte er dem Papst und wollte zugleich „den Esarcum“ verteidigen. Die „Armada“ „/ die biß in 80. Kriegs-Schiffen bestanden“, eroberte „mit Hülffe der Nacht“ die Stadt. Der Sieg war umso größer, „indem Perendius darinnen todt geblieben/ und Ildebrand nacher Constantinopel gefangen weggeführet worden“. Nach der Wiederaushändigung der Stadt an „Esarcus“ kam es zum Streit zwischen Grado und Aquileia, weil „Calixtus, der Patriarch von Aquileja, ihnen zwey Inseln / mit Namen Centinara und Massone, hinweg genommen“. Auf päpstlichen Druck und angesichts der Rüstungen des Dogen musste er sie jedoch wieder herausgeben. „Kurtz nach seinem Tod“, berichtet Vianoli, „wurde das Regiment der Stadt verändert/sintemalen die gantze Gemein einen grossen Abscheu getragen / in Eraclea, als in einer schändlichen Mördergruben / hinfüro zusammen zu kommen. Es verfügten sich derowegen / mit gröster Einmüthigkeit / die gesamten Insuln nacher Malamocco“, wo „endlichen keine Hertzogen mehr /sondern an der derselben Stell Maestri di Cavalieri, oder Rittermeister / welche über das nur ein Jahr lang bey solchem Amt verbleiben solten / zu erwählen / beschlossen worden“. Ausdrücklich hält Vianoli fest, dass der erste dieser Magistri militum einstimmig gewählt worden sei.
Doch der langsame Prozess der Legendenbildung war damit keineswegs abgeschlossen. Augustinus Valiero behauptete 1787, Orso habe die venezianische Jugend für die Flotte gewonnen, ähnlich wie Vianoli, so dass binnen weniger Jahre nicht nur die Piraten besiegt werden konnten, sondern auch die griechische Flotte, und dass der venezianischen Seestreitmacht so die Eroberung Ravennas gelang. Der Exarch Paulus habe Venedig von der Gefährlichkeit der Langobarden und von ihrer Hinterlist überzeugt, und auch der Papst habe auf einen Gegenschlag gegen die Barbaren gedrungen. So wurde Ravenna zurückerobert. Als ein Gesandter des Kaisers jedoch die Zerstörung der Bilder in den Kirchen der Lagune verlangte, verwies der Doge auf die Eroberung und Rückgabe Ravennas und die jederzeitige Unterstützung Konstantinopels im Kampf gegen die Langobarden. Aber in Angelegenheiten der Kirche würden die Venezianer ausschließlich dem Papst folgen.
Johann Friedrich LeBret glaubt, der Doge habe eine entscheidende Rolle bei der „Wiedereroberung von Ravenna“ gespielt (in Marginalien bietet der Autor die Jahre 728 und 730). Dabei glaubt er an eine Spaltung der Stadt in zwei Parteien, eine bilderfreundliche und eine bilderfeindliche. Nach der Ermordung des Exarchen „Paul“, so LeBret, sei der Langobardenkönig vor die Stadt gerückt. Dabei sieht der Autor die Überlieferung seit Andrea Dandolo höchst kritisch: „Dandulus bringt einen Brief auf die Bahn, durch welchen dieser Papst [Gregor II.] die Venetianer zur Wiedereroberung von Ravenna ermahnet haben soll. Wir sind aber nicht gesonnen, den Venetianern durch Anführung dieses Briefes Ehre zu machen“. Zugleich lehnt er in einer Fußnote auch die Sagornina, also die Chronik des Johannes Diaconus, an dieser Stelle ab, denn er habe „aber sonst alle Kennzeichen, daß er untergeschoben ist“. Außerdem habe sich der Brief bei Johannes nicht an den Dogen, sondern an „den Patriarchen von Grado, Antonius“ gerichtet, insistiert der Autor. Dennoch habe auch De Monachis vermeldet, „daß der Papst die Venetianer ersuchet habe, Ravenna den Händen der Feinde zu entreißen.“ Nach LeBret sahen die Venezianer die Unterstellung unter die Seemacht Byzanz als vorteilhafter an. Daher fand „Eutychius“, der in die Lagune geflohene Exarch, „ein geneigtes Gehör“, zumal „dieß eine Weyde für seinen kriegerischen Geist war“. „Hildebrand, ein Neffe des Luitprandes, der vermuthlich in der belagerten Stadt commandirte, wurde gefangen und nach Venetien geführet.“ Nebenbei erwähnt der Autor, der Erzbischof von Ravenna, Johannes, sei ebenfalls in die Lagune geflohen, „Peredeus, Herzog von Vicenza … wurde in dem Gefechte umgebracht“. Für LeBret war der Beiname des Dogen Ausdruck der „Consularwürde, womit die griechischen Kaiser gemeiniglich diejenigen zu zieren pflegeten, welche sich zu ihrem Vortheile besonders hervor gethan hatten.“ Der Ehrentitel dient ihm also als Beleg für die Rückeroberung Ravennas durch den Dogen.
Im folgenden Jahr brachte Carlo Antonio Marin den ersten Band seiner Storia civile e politica del commercio de' veniziani heraus. Für ihn machten die Venezianer, wieder unter Orso, zum ersten Mal die Erfahrung, dass sie nicht nur ihre Inseln verteidigen und unter der Oberherrschaft des Kaisers Handel treiben konnten, sondern dass sie in der Lage waren, mit ihrer Flotte auch außerhalb ihres Herrschaftsgebiets Krieg zu führen. Zur Belagerung von Ravenna – Marin unterstellt hier explizit Gewinnabsichten, ohne die die Venezianer ihre Freiheit nicht aufs Spiel gesetzt hätten – wurden bei ihm 60 Schiffe ausgerüstet. Um die Langobarden über ihre Absichten im Unklaren zu lassen, täuschte man einen Kriegszug gegen die Sarazenen vor. Nach der Eroberung waren die Venezianer, so glaubt Marin, die wirtschaftlichen Herren der Adria, Ravennas und des Ostens, ja er war sich ‚sicher‘, dass der Exarch die Kriegskosten übernommen habe, die Venezianer Handelshäuser einrichten durften und bei den Abgaben bevorzugt behandelt wurden.
Für Antonio Quadri, da war man inzwischen sicher, kam es nach dem Sieg über die Langobarden im Kampf um Ravenna zur besagten Auszeichnung durch den Kaiser mit dem Titel eines Ipato.
Schon Jacopo Filiasi hatte 1812 in seinen Memorie storiche de' Veneti eine breitere Darstellung versucht, die beinahe 30 Seiten füllt. Filiasi bezog sich dabei schon sehr viel stärker auf die älteren Quellen, allen voran auf die Chronik des Dogen Andrea Dandolo aus der Mitte des 14. Jahrhunderts. Der Autor bezog zudem stärker das politische Umfeld mit ein, das durch den Ikonoklasmus des Ostens bestimmt war, gegen das sich alle „Itali“ wehrten, und gegen den sich auch Venedig erhob. Nachdem ein Mordanschlag auf den Papst misslungen war, versuchte es der Kaiser mit Gewalt, der die Venezianer aber widerstanden. Sogar von einem Gegenkaiser, den man nach Konstantinopel habe bringen wollen, ist die Rede, ein angebliches Unternehmen, von dem der Papst die Venezianer abgehalten haben soll. Wie Filiasi vermerkt, halten sich die venezianischen Quellen jedoch im Unklaren, wenn sie auch Andeutungen machen. Kaiser Leo gelang es, eine pro-byzantinische Partei aufzubauen, die Ravenna in Zwietracht stürzte („pazza discordia“), eine Gelegenheit, die die Langobarden zur Eroberung der Stadt nutzten. Nach Filiasi floh der neue Exarch Eutychios nach Venedig und unterstellte sich dem Schutz Orsos, unter dessen Führung Ravenna zurückerobert wurde. Filiasi glaubt, die Gefahr, zur ‚Beute der Barbaren‘ zu werden, hätte genügen müssen, einig zu sein, doch ‚nur das Volk ziehe guten Glaubens voran, aber die Führer haben völlig andere Ziele‘ – und am Ende zögen nur diese Vorteile aus den Kämpfen. Der Kaiser, der immer noch den Ikonoklasmus gegen den Widerstand des Papstes durchsetzen wollte, versuchte mehrfach Ravenna zu erobern, doch schließlich – wieder ein neuer Vorgang – besiegte Venedig seine Flotte vor der Stadt.
Giovanni Bellomo hielt den Kampf Orsos um Ravenna in seiner anekdotischen Mittelalterdarstellung für ein breites Publikum, seinen Lezioni di storia del medio evo, für so bedeutend, dass er Eingang in sein 1852 erschienenes Werk fand. Orso war für ihn ‚erfüllt von kriegerischen Geistern‘ („pieno di spiriti marziali“). Den Überraschungsangriff auf Ravenna datierte er souverän ins Jahr 729, auch wusste er, dass die Flotte 80 Schiffe umfasste. Wie seine Vorgänger erwähnt er die Auszeichnung durch den Konsulstitel, den ihm Leo III. übertrug.
Samuele Romanin räumte den Vorgängen in großer Detailfreude einen breiten Raum im ersten Band seines zehnbändigen Opus  Storia documentata di Venezia ein. Romanins Ausgangspunkt war jedoch genau das, was die meisten anderen Historiker seiner Zeit inzwischen ausließen, nämlich der Bilderstreit und die Rolle von Kaiser und Papst. So berichtet er von Attentatsversuchen auf den Papst, von der Rolle des in seinen Augen vor allem ruhmsüchtigen Langobardenkönigs, von der Überheblichkeit des Kaisers, um dann innezuhalten und einzuräumen, dass die Überlieferung widersprüchlich, konfus, ‚verworren‘ („imbrogliato“) sei, dass die Historiker zudem ‚mangelhaft‘ und ‚nachlässig‘ gearbeitet hätten, wodurch es sehr schwierig und manchmal gar unmöglich sei, die Vorgänge zu rekonstruieren (S. 111). So kann Romanin etwa das widersprüchliche Handeln des Papstes, der sich mit den Langobarden verbündete und den Exarchen exkommunizierte, aber dennoch für die Rückeroberung Ravennas warb, der versuchte Leo III. mit Briefen zu überzeugen und gleichzeitig die Langobarden diskreditierte, im Rahmen seiner moralischen Geschichtsschreibung kaum miteinander in Einklang bringen. Er datiert die Eroberung Ravennas daher in die Zeit von 727 bis Anfang 728 (S. 113), berichtet von den Kämpfen zwischen den Verbündeten und den Gegnern des Kaisers in Ravenna, vom Tod des Exarchen Paulus und dessen Ersetzung durch Eutyches im Jahr 728. Gregor gelang es, nach Romanin, mit bloßen Worten den Exarchen und die Langobarden von der Eroberung Roms abzuhalten (S. 115).
Stärker an historiographische Konventionen gebunden schrieb Francesco Zanotto in seinem Werk Il Palazzo ducale di Venezia von 1861. Ausgangspunkt der Umwälzungen war auch bei ihm der Bildersturm, den Leo III. in Konstantinopel auslöste. König „Luitprando“ nutzte bei ihm die Gelegenheit, um sich zum „signore d'Italia“ aufzuschwingen. Nachdem Ravenna von den Langobarden eingenommen worden war, erschien der Exarch Paulus in der Lagune, „l'unico asilo che gli parve sicure“, ‚dem einzigen Zufluchtsort, der ihm sicher erschien‘ (S. 8). Nach seiner Darstellung verbanden Byzanz und Venedig nur die Interessen der „commercii“, ‚Reichtum und Festung der Republik‘. Der Doge schloss sich, auch wenn Viele angesichts des Vertrages mit dem Langobardenkönig dagegen waren, dem Unternehmen einer Rückeroberung an. Dabei kam, so der Autor, das griechische Feuer zur Anwendung, und mittels einer Brücke aus Schiffen, habe man die Stadtmauer erstürmt, während der Exarch die Landseite angriff. Doch wurde er zurückgeschlagen, während die Venezianer die Mauern eroberten. Peredeo, der Duca di Vicenza, sei dabei ums Leben gekommen, „cattivo Ildebrando, nipote dello stesso re longobardo“. Die Hilfe bei der Eroberung habe der Republik neue Handelsprivilegien eingetragen, dem Dogen den Titel „Ipato“.
Deutlich prosaischer sah man außerhalb Italiens, wenn man sich überhaupt damit befasste, die Rolle Orsos. Adalbert Müller vermerkte 1869 nur lapidar zum Dogen, den er in die Zeit von 726 bis 737 datiert: „Setzt den Exarchen von Ravenna, welchen Luitprand verjagt hatte, wieder in sein Reich ein. Kommt bei einem Aufruhr ums Leben.“

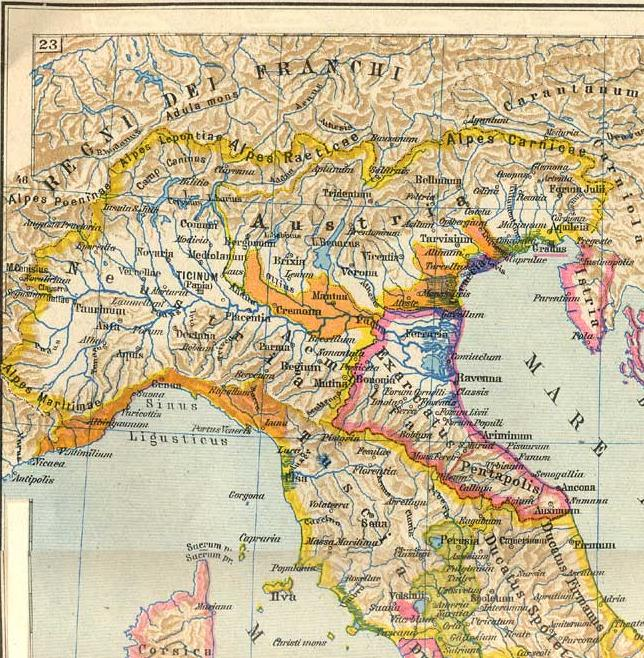
Langobardenreich und byzantinische Gebiete nach einer Karte von 1903

Noch stärker wurde Orso im Rahmen des Nationalstaates umgedeutet. So meinte Giuseppe Cappelletti in seinem der Volksbildung gewidmeten Breve corso di storia di Venezia von 1872, der Doge habe Ravenna ‚befreit‘, der geflohene Exarch Paulus sei ‚ehrenvoll‘ in Eraclea aufgenommen worden, und die Volksversammlung habe ihm auf sein Bitten Unterstützung zugesagt. Zum Vorgehen gegen die Langobarden entschloss man sich, da ihre Nähe die venezianische ‚Freiheit‘ und die ‚nationalen Reichtümer‘ („nazionali ricchezze“) bedroht habe. Dazu sei Orso im Schutz der Nacht überraschend mit 80 Schiffen im Morgengrauen aufgetaucht, während der Exarch in Imola war, um von dort mit einem Landheer anzugreifen. Doch die Byzantiner wären beinahe besiegt worden, wäre es den Venezianern nicht gelungen, die Mauern zu überwinden. Bei der zeitlichen Einordnung räumt Cappelletti ein, dass die Rückeroberung irgendwann zwischen 726 und 735 stattgefunden habe. Im Jahr 737 ermordeten die Lagunenbewohner schließlich, da sie keinen Dogen über sich dulden wollten, den um Ruhm und Ehre der Nation so verdienten Orso.
Ähnliches gilt auch für die Storia popolare di Venezia dalle origini sino ai tempi nostri von Gianjacopo Fontana aus dem Jahr 1870. Für ihn war der von Kaiser Leo III. begonnene Bilderstreit ein Sturm („tempesta“), den der Kaiser ausgelöst habe, dem Tausende zum Opfer gefallen seien, die sich gegen die Entfernung der Heiligenbilder gewehrt hätten. Für ihn führte Orso die Flotte persönlich gegen Ravenna.
J. Billitzer sah die Rolle Venedigs, wie die meisten nichtvenezianischen Geschichtsschreiber, bescheidener. In seiner 1871 erschienenen Geschichte Venedigs von seiner Gründung bis auf die neueste Zeit geht auch er vom Bilderverbot Leos III. aus. Damit „fachte […] er einen großen Brand fast in ganz Europa an“, verursachte das Bündnis zwischen Papst und Langobardenkönig, die Besetzung von Ravenna und der Pentapolis. Dem Exarchen gelang es mit der „mächtigen Hilfe an Schiffen und Leuten“ der Venezianer, die Stadt zurückzuerobern.
Auch August Friedrich Gfrörer († 1861) akzeptierte in seiner 1872 posthum erschienenen Geschichte Venedigs von seiner Gründung bis zum Jahre 1084 die Einordnung der Eroberung Ravennas in das Jahr 729, doch waren die Ursachen für ihn ganz andere. Nach ihm habe Liutprand erkannt, dass „er für sich allein nicht stark genug sei, die Griechen zu erdrücken.“ So bot er dem Exarchen die Wiedereinsetzung in Ravenna an, um dann gemeinsame Sache gegen Byzanz zu machen. „Auch mit dem Veneter-Herzog Orso knüpfte Liutprand zu gleichem Zwecke Unterhandlungen an; er stellte demselben vor, daß, wenn Orso ein Bündnis mit Lombardien schließe, keine Macht ihn hindern könne die unabhängige Herrschaft über See-Venetien, frei von jeder griechischen Hoheit, zu erlangen. Beide Eutychius und Orso müssen gewonnen worden sein, und die Befreiung Ravenna's, von welcher Dandolo spricht, war meines Erachtens, viel weniger ein Werk der Waffengewalt, als geheimer Einverständnisse“ (S. 54). Um Leo ins Boot zu holen, versuchte Liutprand den Zug nach Rom zusammen mit dem Exarchen, doch entwickelte der Papst „unter 4 Augen eine solche Ueberlegenheit des Geistes, daß Liutprand sich bewogen fand, auf seinen Plan zu verzichten“ (S. 55). Dann setzt Gfrörer fort: „Fest steht: Herzog Orso ist als Opfer byzantinischer Rache gefallen. Um unter den schwierigen Zeitläuften seine Hoheit über Venetien sicher zu stellen, schaffte der Basileus am Bosporus, nachdem Orso durch angezettelte Verschwörung beseitigt worden, die bürgerliche Verwaltung der Herzoge ab, und führte eine rein militärische Regierung ein“ (S. 57). Konsequenterweise galten Gfrörer die Magistri militum, die auf Ursus folgten, als bloße „vom kaiserlichen Hofe zu Constantinopel eingesetzte Kriegsoberste“.
Pietro Pinton hielt Gfrörer vor, er komme durch eine falsche Chronologie zu unzutreffenden Schlüssen über die Motivationen der Beteiligten. Dies erweise sich etwa daran, dass er zwar geschrieben habe, dass Andrea Dandolo von Paulus Diaconus abgeschrieben habe, doch danach folge er nur noch dem Werk des Dogen, ohne dass Gfrörer die Unterschiede zwischen den beiden Autoren wahrgenommen habe. Hätte er diesen und die anderen zugehörigen Quellen gelesen, wäre ihm aufgefallen, so Pinton, dass Liutprand um 728 zwar den Hafen von Classis, aber keineswegs Ravenna erobert habe. Der Brief an den Patriarchen von Grado, an Antoninus, sei auch nicht von Gregor II., sondern von Gregor III. als Ersuchen um Hilfe zur Rückeroberung verschickt worden, womit er den Fehler Andrea Dandolos nur wiederhole. Auch habe sich Eutychius alles andere als unterwürfig gegenüber dem Langobarden gezeigt. Pinton nimmt als erster an, dass die Rückeroberung Ravennas erst um 740 stattgefunden habe (S. 40–42).

## Neudatierung des Kampfes um Ravenna

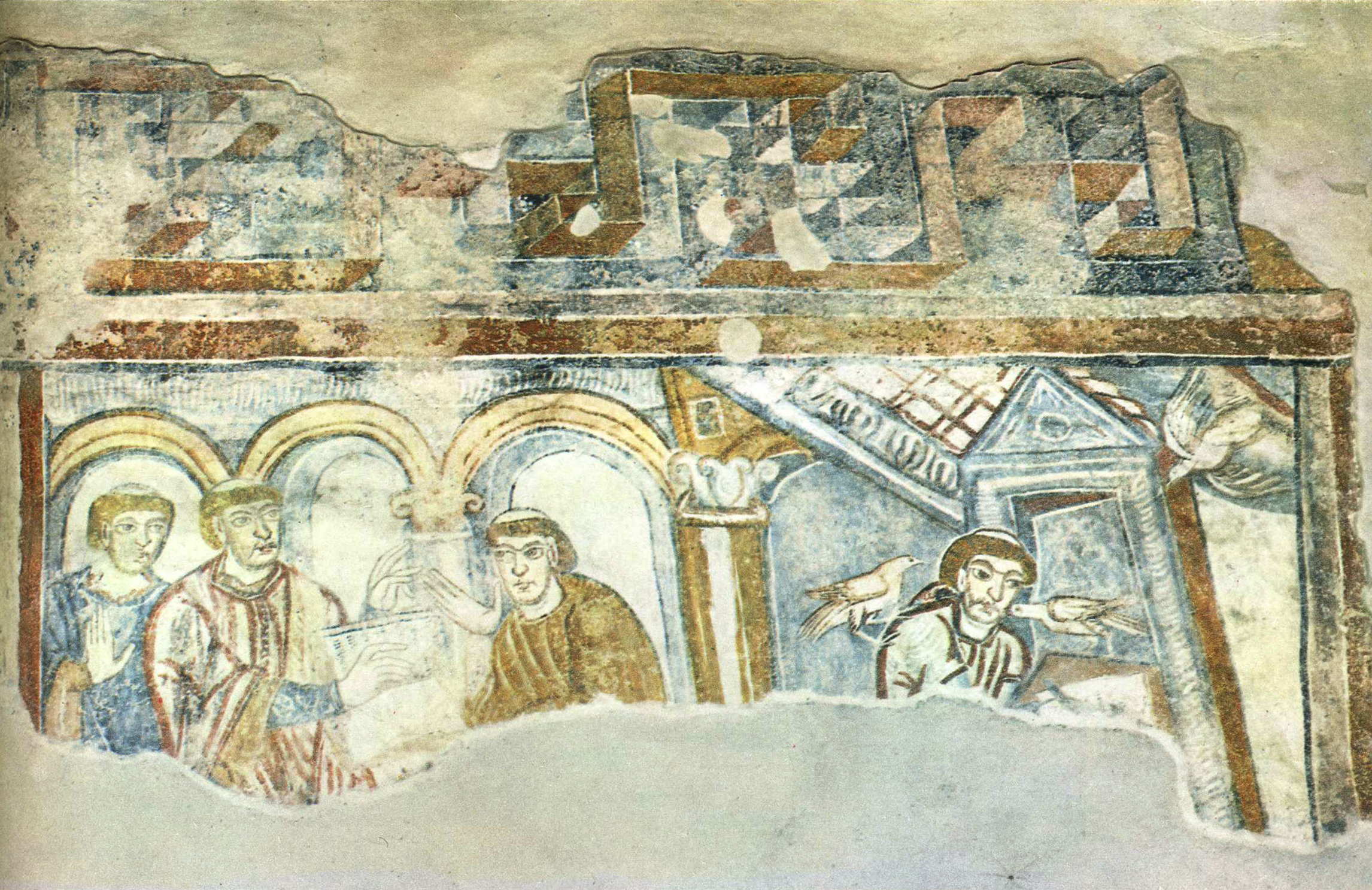
Paulus Diaconus im Gespräch mit Papst Gregor, dessen Vita er verfasste (karolingisches Fresko in der St.-Benediktskirche im Südtiroler Mals, um 825)

Die angedeutete Konfusion hinsichtlich der Datierung der Kämpfe um Ravenna fand Eingang in die moderne Geschichtsschreibung, und zwar wegen eines einzigen Wortes in der Beschreibung der Vorgänge durch Paulus Diaconus. Bei diesem Wort handelt es sich um die Bezeichnung des langobardischen Königssohnes im Zusammenhang mit dem Kampf um Ravenna als regis nepus. Dies konstatierte 2005 Constantin Zuckerman. Ludo Moritz Hartmann habe nämlich, so Zuckerman, die Ansicht vertreten, dass der Sohn des Langobardenkönigs, Hildeprand, kaum als nepus angesprochen worden wäre, wäre er zur Zeit des Kampfes um Ravenna bereits König gewesen. Da sich aus langobardischen Quellen erschließen lässt, dass Hildeprand bereits im Sommer 735 König wurde, musste, immer nach Hartmann, Ravenna vor der Krönung, also vor 735, erobert worden sein. Alle Berichte von der ersten Eroberung Ravennas durch die Langobarden – 750/51 erfolgte eine zweite – gehen letztlich auf die kargen Angaben im Geschichtswerk des langobardischen Geschichtsschreibers Paulus Diaconus zurück. Damit aber hängt auch die Schilderung des Andrea Dandolo von Paulus ab. Letzterer platzierte die Krönung Liutprands in die Zeit, als die Krönungsbetreiber glaubten, König Hildeprand (der aber erst 744 starb) liege im Sterben (VI, 55). Paulus Diaconus aber räumte dem Neugekrönten keinen großen Anteil an der königlichen Macht ein, kontrastierte zudem im Zusammenhang mit dem Verlust Ravennas dessen Gefangennahme mit dem mannhaften (‚viriliter‘) Tod eines anderen Verteidigers der Stadt, eines Vicentiners. Folgt man dieser Logik, so kann aus der Bezeichnung als bloßer nepus keine chronologische Schlussfolgerung mehr gezogen werden. Ottorino Bertolini, der die besagte chronikalische Abhängigkeit von Paulus zwar verdeutlichte, hielt dennoch gleichfalls an der Nepos-Chronologie fest und konnte auf diese Weise sogar eine zeitliche Nähe zur Entsendung einer Flotte Leos III. gegen die italienischen Aufständischen konstruieren, von der wiederum Theophanes berichtet. Bertolini argumentierte, dieser Flotteneinsatz, dessen genaues Ziel nicht bekannt ist, habe sich gegen die Langobarden gerichtet.
Thomas Hodgkin führte als Argument zugunsten der Datierung des Kampfes um Ravenna in die späten 730er Jahre die Positionierung im Textverlauf des Paulus Diaconus an (VI, 54). Sie folgt auf das Hilfeersuchen des Papstes an den fränkischen Hausmeier Karl Martell, das sich auf 739 datieren lässt. Hinzu kommt die Datierung durch Johannes Diaconus in die Zeit um 740. Tatsächlich kommt, wenn man die traditionelle venezianische Chronologie in Zweifel zieht, doch ein Argument für diese zeitliche Platzierung durch den zweiten Brief Papst Gregors III. an Karl Martell zum Tragen. Beide Briefe des Papstes an den fränkischen Hausmeier finden sich im Codex epistolaris Carolinus, allerdings ohne Datum. Der erste Brief lässt sich in den Sommer des Jahres 739 datieren, so dass man üblicherweise eine Datierung des besagten zweiten Briefes in die Zeit um die Jahreswende 739 auf 740 annimmt. Im zweiten Brief klagt der Papst über den Verlust des Wenigen, das noch übrig sei in Ravenna, um die Armen in Rom zu versorgen, und für die Kirchenbeleuchtung im Ravennatischen („id, quod modicum remanserat preterito anno pro subsidio et alimento pauperum Christi seu luminariorum con-cinnatione in partibus Ravennacium“). Dies alles sei, mit Bezug auf das Vorjahr, nun durch ‚Schwert und Feuer zerstört worden‘ („nunc gladio et igni cuncta consumi“), nämlich durch die langobardischen Könige Liutprand und Hildeprand. Die Bezugnahme auf das vorhergehende Jahr platziert den Brief kurz nach dem 1. September 739. Da es keinen Hinweis darauf gibt, dass die Langobarden Ravenna in diesen Jahren zweimal erobert haben, muss entsprechend dieser zeitnahen Quelle die besagte Eroberung Ravennas in den Herbst 739 fallen. Damit ist der Brief des Papstes an Antoninus von Grado, in dem er die Venezianer um Hilfe ersucht, gleichzeitig mit dem zweiten Brief an Karl Martell entstanden.
Gegen die frühere Datierung spricht zudem, dass es für Gregor III. keinen Grund gab, sich gegen die seinerzeit verbündeten Langobarden so erzürnt auszusprechen, die seinen Vorgänger ja gerade vor einem Angriff durch Handlanger des byzantinischen Kaisers wenige Jahre zuvor gerettet hatten. Außerdem drückt Gregor in seinem Brief eine starke Loyalitätsbekundung gegenüber den Kaisern aus, was in der zerfahrenen Situation um 732 äußerst unwahrscheinlich gewesen wäre („ut zelo et amore sancte fidei nostre in statu rei publice et imperiali servicio firmi persistere“). Zu jener Zeit mied der Papst sogar die Datierung nach kaiserlichen Regierungsjahren, und seine Gesandten saßen in byzantinischer Haft. Doch auch noch Anfang 739 wäre eine solche Formulierung überraschend, wenn man, dem Chronicon Moissiacense folgend, annimmt, dass die päpstlichen Gesandten Karl Martell um Hilfe ersuchten „relicto imperatore Graecorum et dominatione, ad praedicti principis defensionem et invictam eius clementiam convertere cum voluissent“, als man sich also vom griechischen Kaiser und dessen Herrschaft gelöst hatte. Die Ablehnung der Bitte durch den Franken dürfte den Papst dazu gezwungen haben, nach einer Möglichkeit zur Beendigung der offenen Rebellion gegen den Kaiser, die ihren Anfang in den späten 720er Jahren genommen hatte, zu suchen. Darauf deutet auch hin, dass der Papst in einem Brief an Bonifatius vom 29. Oktober 739 nach langen Jahren die kaiserliche Datierungsformel wieder aufnahm. Diese loyalere Linie verfolgte auch Gregors Nachfolger trotz des weiterschwelenden Streites um die Bilderverehrung. Der offene Konflikt mit dem Kaiser endete also im Verlauf des Jahres 739, in jenem Jahr also, in dem auch die Rückeroberung Ravennas gelang. Die Hoffnung auf byzantinische Hilfe war hingegen längst zerstoben. Dies zeigt bereits ein Brief Gregors II. von 731 an Kaiser Leo III., in dem er ihm schreibt, „er habe keine Hoffnung mehr darauf, von diesem Hilfe zu erhalten, ‚weil du uns überhaupt nicht verteidigen kannst!‘.“
Eine spätere Datierung des Kampfes um Ravenna auf das Jahr 740 hatte schon Pietro Pinton 1883 (s. o.) und erneut 1893 vorgeschlagen. Er sah die Abfolge der Berichte des Paulus Diaconus als zeitlich korrekt an. Übernommen wurde diese Datierung – auch schon von Heinrich Kretschmayr 1905 – 1963 von Roberto Cessi, 1991 von Jadran Ferluga und 1997 von Pierandrea Moro. Constantin Zuckerman ordnete die Vorgänge um Ravenna in den größeren Zusammenhang der „dunklen Jahrhunderte“ von Byzanz ein und kam 2005 zu dem Ergebnis, dass die Eroberung durch die Venezianer im Herbst 739 stattgefunden haben müsse.